# Ягеллонська ідея
Ягеллонська ідея ( пол. Idea jagiellońskaIdea jagiellońska) — польська концепція яка передбачала створення федеральної держави, спрямованої на східні землі, включаючи Україну, Литву, і Білорусь, що знаходяться в сфері культурного впливу Польщі. Ця концепція припускала створення мультинаціональної та багатоконфесійної федерації, яка розглядалася як антагоністична сила, що має завдання внести культурні цінності Польщі в регіон Кресів та взаємодіяти з місцевими народами. Головним опонентом в цьому плані вважалася Росія, і Ягеллонська ідея передбачала жорстку опозицію проти впливу Москви на ці території.
Ідея отримала свою назву від династії Ягеллонів, яка прийшла до влади в Польському королівстві у 1386 році та вперше використала механізм створення федеративної держави, об'єднуючи Польське королівство і Велике князівство Литовське. Польські історики виявили інтерес до концепції Ягеллонської ідеї в 1920-х і 1930-х роках через актуальні питання дипломатичних відносин з Литвою і стосовно Вільнюса.
Ця політична програма в міжвоєнній Польщі протистояла «П'ястівській ідеї», яка передбачала створення національної польської держави з обмеженою кількістю національних меншин, стабільними кордонами на сході та акцентом на протистоянні з Німеччиною. Цю ідею підтримували націонал-демократи.
Практичним здійсненням Ягеллонської ідеї вважається політика прометеїзму. Збагачуючи концепцію Ягеллонської ідеї, політика прометеїзму ставила перед собою завдання розколоти Росію, підтримуючи різні національні рухи її менших народів, яким Польща мала принести «визволення», і потім об'єднати деякі з цих націй в федерацію під своїм керівництвом.